# 2928 Epstein
2928 Epstein (1976 GN8) là một tiểu hành tinh vành đai chính được phát hiện ngày 5 tháng 4 năm 1976 bởi Felix Aguilar Observatory ở El Leoncito.